# Tagebau Schöningen

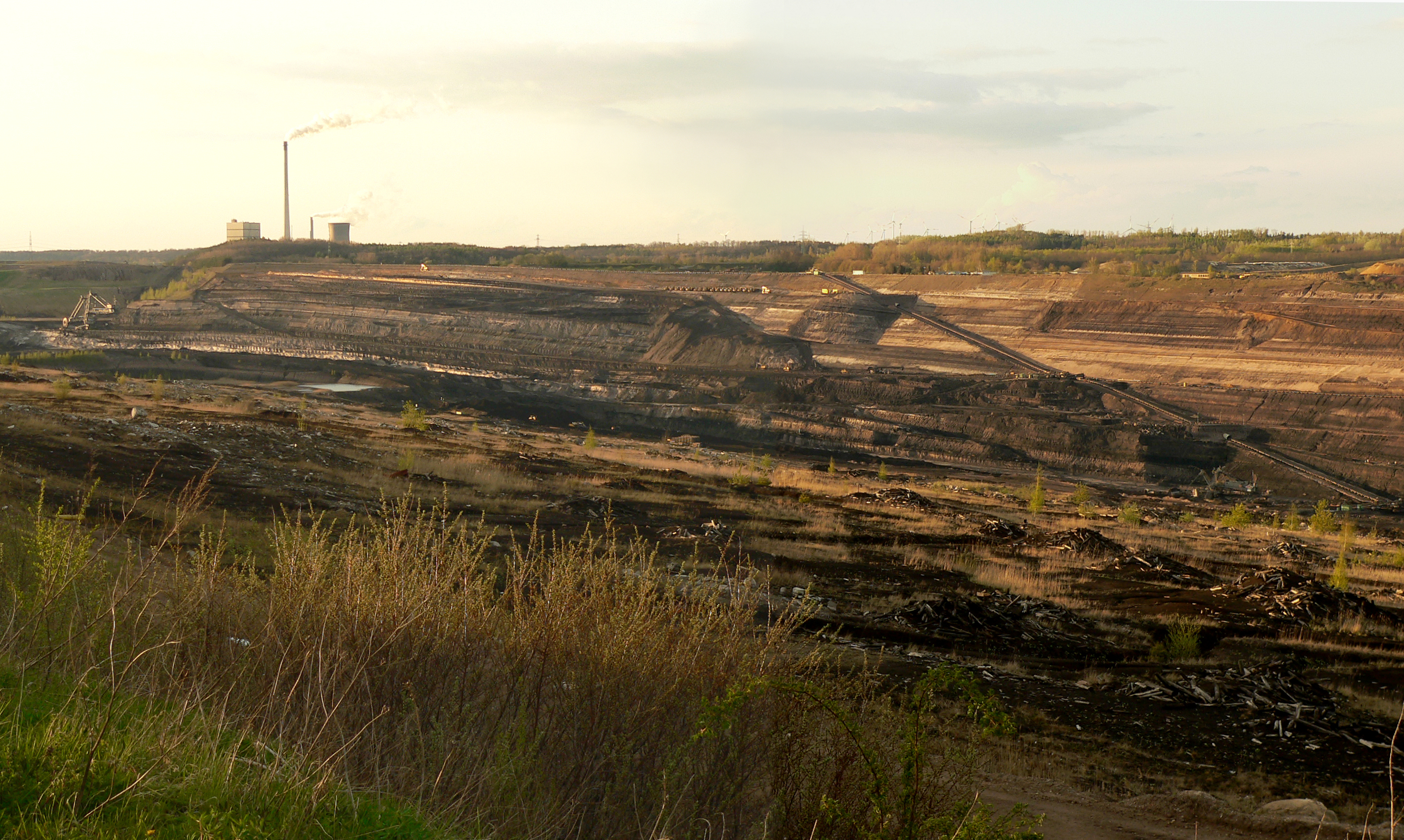
Tagebau Schöningen 2012: Blick vom Westrand nach Norden auf das Kraftwerk Buschhaus

Der Tagebau Schöningen ist ein ehemaliger Tagebau des Helmstedter Braunkohlereviers in Schöningen in Niedersachsen. Er wurde von 1979 bis zum 30. August 2016 betrieben und diente der Versorgung des nahegelegenen Kraftwerks Buschhaus mit Braunkohle.

## Geografie
Die Helmstedter Braunkohle befindet sich am nordwestlichen Rand eines 70 Kilometer langen und 4 bis 7 Kilometer breiten Beckens, das sich von Helmstedt bis Staßfurt erstreckt. Diese „Helmstedt-Staßfurter Mulde“ wird in der Mitte von einem Salzstock in eine Ost- und eine Westhälfte geteilt. Seit dem 19. Jahrhundert wird in dem Gebiet Braunkohle im Tagebau abgebaut. Der Tagebau Schöningen war der letzte Tagebau des Reviers. Er liegt zwischen der Stadt Schöningen im Westen, dem Helmstedter Stadtteil Offleben im Osten und der Gemeinde Hötensleben im Süden. Der Tagebau lag unmittelbar an der Innerdeutschen Grenze, deren Grenzsicherungsanlagen an dieser Stelle nach der Wende erhalten blieben und im Grenzdenkmal Hötensleben besichtigt werden können.

## Abbau

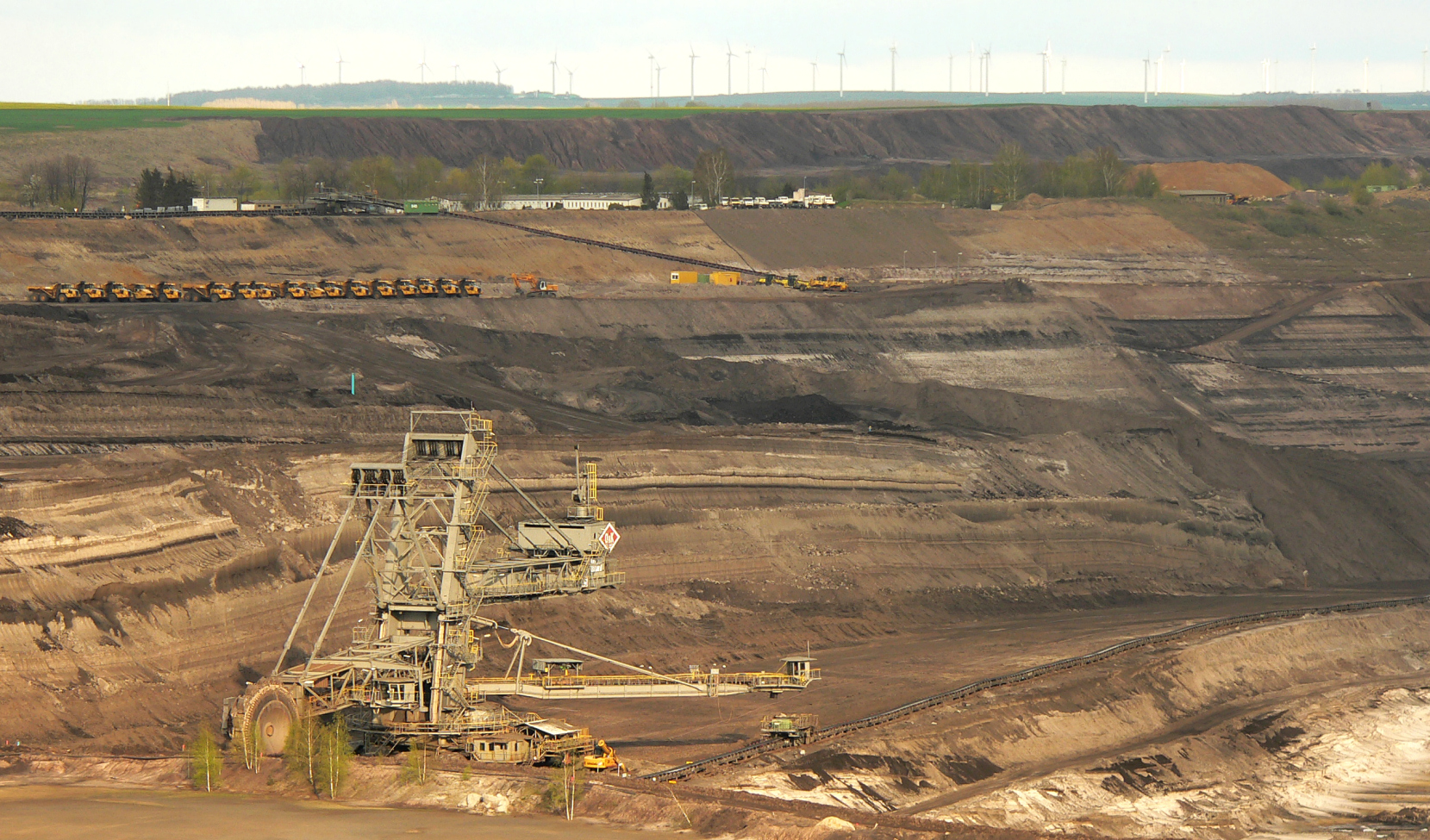
Der Tagebau mit Fahrzeugen und Schaufelradbagger

Mit einer gesamten Fläche von 600 Hektar besteht er aus dem Nordfeld, dem Südfeld und dem Restkohlepfeiler Werkstätten. Das Nordfeld ist bereits ausgekohlt und wieder verfüllt. Die beiden anderen Felder wurden am 30. August 2016 stillgelegt.
Zuletzt wurden im Südfeld der Abraum und die Kohle mit Schaufelradbaggern abgebaut und mit Bandanlagen abtransportiert. Der Abraum wurde kontinuierlich zur Verfüllung ausgekohlter Tagebaue transportiert. Die Kohle wurde direkt zur Vorratshalde des Kraftwerks befördert. Pro Tag wurden über insgesamt 10 km Bandanlagen mit einer Geschwindigkeit von 15 km/h insgesamt 18.000 Kubikmeter Abraum und Kohle transportiert.
Im Abbaufeld „Restkohlepfeiler Werkstätten“ wurden keine Bänder, sondern nur kleinere Bagger und Dumper eingesetzt.

## Kohle

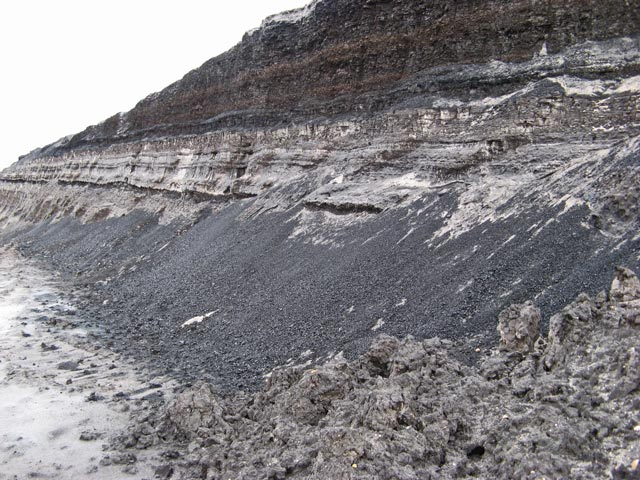
Kohleflöz im Tagebau Schöningen

Die Braunkohle des Helmstedter Reviers ist ungefähr 50 Millionen Jahre alt. Um eine Tonne Braunkohle zu gewinnen, müssen 1,2 Kubikmeter Abraum bewegt werden. Die Schöninger Braunkohle hat einen Heizwert von 10,4 MJ/kg. Der Wassergehalt beträgt 40 %, der Aschegehalt 12,5 %, der Schwefelgehalt 2,25 % und der Alkalioxidgehalt 4,05 % (Salzkohle).

## Archäologie

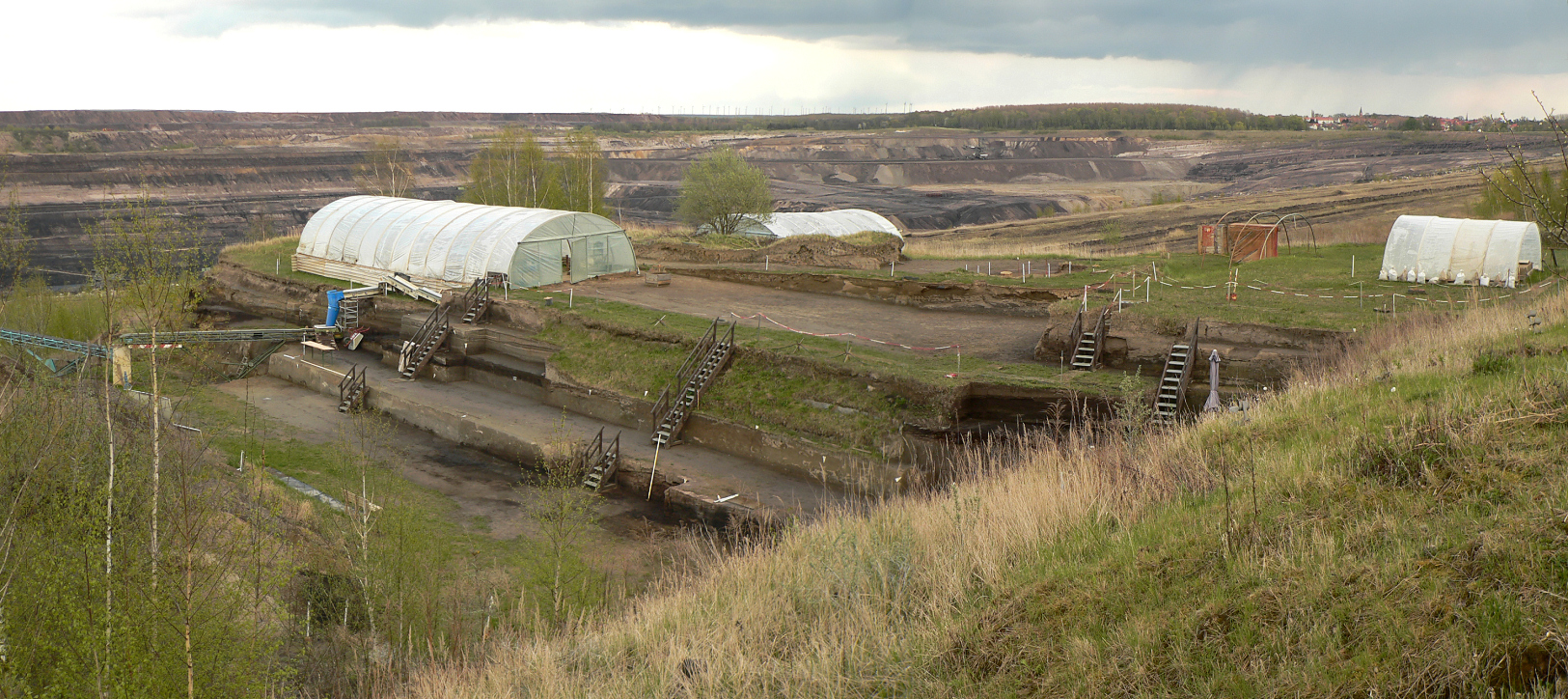
Blick vom Westrand des Tagebaus nach Osten auf die archäologische Fundstelle der Schöninger Speere (2012)

Nördlich des Tagebaus Schöningen wurde 1982 vor der Errichtung des Kraftwerks Buschhaus das etwa 7000 Jahre alte Erdwerk von Esbeck archäologisch untersucht. Da auf der etwa 6 km² großen Tagebaufläche weitere archäologische Fundstellen zu erwarten waren, initiierte der Archäologe Hartmut Thieme vom Institut für Denkmalpflege mit den Braunschweigischen Kohle-Bergwerken 1983 das Langzeitprojekt der Archäologischen Schwerpunktuntersuchungen im Helmstedter Braunkohlerevier. In den folgenden Jahren wurden eine Vielzahl oberflächlicher Fundstellen aus der Jungsteinzeit, der Bronzezeit und der Eisenzeit entdeckt sowie ausgegraben. Dabei fanden am Westrand des Tagebaus zwischen 1994 und 1998 Archäologen des Niedersächsischen Landesamts für Denkmalpflege acht hölzerne Wurfspeere aus der Altsteinzeit, die Schöninger Speere. Die über 300.000 Jahre alten Speere wurden zusammen mit Skelettresten von Pferden gefunden und werden als Zeugnisse einer altsteinzeitlichen Großwildjagd am Ufer eines ehemaligen Sees gedeutet.
Unweit der Fundstelle der Speere am Rande des Tagebaus wurde 2013 das Forschungs- und Erlebniszentrum Schöninger Speere „Paläon“ errichtet, in dem die Fundstücke aus vergangenen und laufenden archäologischen Grabungen aufbereitet sowie ausgestellt werden.

## Nachnutzung
2019 wurden Überlegungen bekannt, das rund 500 Hektar große Tagebaufeld Schöningen-Süd sich selbst zu überlassen, damit daraus eine Wildnis entsteht. Diese könnte verschiedenen Tierarten als Lebensraum dienen, wie Wildpferden, Wisenten, Wasserbüffeln, Heckrindern, Rentieren und Elchen. Das Gelände könnte für Besucher touristisch erlebbar gemacht werden durch Fernbeobachtung mit Drohnen oder durch geführte Touren mit Geländefahrzeugen. Ebenso könne es der Umweltbildung dienen. Es ist vorgesehen, eine Machbarkeitsstudie für das „Wildnis“-Projekt zu erstellen.